# Мермнади
Мермнадите (на гръцки: Μερμνάδες) са могъща династия в Лидия в Мала Азия.
Основател на династията е узурпаторът цар Гиг, син на Мермнат. Тя е разгромена след загубата на Крез против персийския цар Кир II.
| Име       | Дати по Херодот   | Дати Асирийски        | Бележки                                              |
| --------- | ----------------- | --------------------- | ---------------------------------------------------- |
| Гиг       | 710 – 672 пр.н.е. | пр. 668 – 644 пр.н.е. | узурпатор, жени се за вдовицата на Кандавъл          |
| Ардис II  | 671 – 624 пр.н.е. | 643 – 624 пр.н.е.     | син на Гиг                                           |
| Садиат II | 625 – 613 пр.н.е. | 623 – 613 пр.н.е.     | син на Ардис II                                      |
| Алиат II  | 613 – 556 пр.н.е. | 611 – 556 пр.н.е.     | син на Садиат II, „откривател“ на сеченето на монети |
| Крез      | 555 – 541 пр.н.е. | 555 – 541 пр.н.е.     | син на Алиат II                                      |